# Григорян, Александр Самсонович
Александр Самсонович Григорян (арм. Ալեքսանդր Սամսոնի Գրիգորյան; 20 августа 1936, Баку — 31 октября 2017, Ереван) — советский и армянский театральный режиссёр и педагог. Народный артист Армянской ССР (1978), Заслуженный деятель искусств Российской Федерации (1999). Лауреат театральной премии имени Станиславского (2000). Художественный руководитель Ереванского русского театра имени К. Станиславского (1965—2017), академик международной театральной академии, профессор, руководитель актёрской мастерской Ереванского театрального института.

## Биография
Александр Григорян родился в 1936 году в Баку, в армянской семье. Рос в культурной, образованной среде. Отец, Самсон Григорян, был раскулачен во время советизации, мать, Анаида Достян, была учителем русского языка и литературы. Любовь будущего режиссёра к театру привила мать, постоянно водившая его в бакинский театр. В 1956 году Александр Григорян поступил в Ленинградский театральный институт имени А. Н. Островского, где его учителем был Леонид Вивьен.
В двадцать шесть Александр Григорян, после назначения на должность главного режиссёра Смоленского областного театра, стал самым молодым главным режиссёром Советского Союза. Проработав в Смоленске три года, в 1965 году был назначен на должность главного режиссёра Ереванского русского театра имени К. Станиславского.
В 2000 году, был удостоен Международной Премии Станиславского в номинации «За развитие традиций русской классики на зарубежной сцене». В 2004 году в Московском Художественном театре поставил спектакль «Лунное чудовище» по пьесе Р. Калиноски.
В общей сложности на Ереванской сцене поставил более 100 спектаклей. Кроме этого ставил спектакли на сценах Москвы, Санкт-Петербурга, Ярославля, Кишинёва, Одессы, а также Венгрии, Румынии, Словакии, Польши и Болгарии.
Скончался 31 октября 2017 года в Ереване. Похоронен в Пантеоне имени Комитаса.

### Семья
- Отец — Самсон Григорян.
- Мать — Анаида Достян.
- Супруга — Тамара Григорян — зам. худрука по связям с общественностью.
- Дочь — Нора Григорян — актриса и режиссёр Ереванского Русского театра драмы им. Станиславского.
- Зять — Эрвин Амирян — актёр Ереванского Русского театра драмы им. Станиславского.
- Сын от отношений с актрисой Татьяной Сергеевной Власовой (род. 5 января 1943), которая потом вышла замуж за Армена Джигарханяна — Степан Арменович Джигарханян (при рождении Степан Александрович Григорян; в титрах фильмов Власов; род. 17 января 1966), в детстве снимался в кино, модель. Окончил факультет журналистики МГУ (1988). Живёт в Лас-Вегасе[7].

## Награды
- Народный артист Армянской ССР (1978).
- Заслуженный деятель искусств Российской Федерации (8 января 1999 года) — за заслуги в области искусства[8].
- Орден «За заслуги перед Отечеством» 1 степени (11 сентября 2017 года) — по случаю Дня независимости Республики Армения, за значительный вклад в развитие театрального искусства[9].
- Медаль «За заслуги перед Отечеством» 1 степени (18 сентября 2012 года) — по случаю 21-й годовщины провозглашения независимости Республики Армения, а также за значительный вклад в развитие театрального искусства[10].
- Медаль Мовсеса Хоренаци (1998).
- Орден Дружбы (10 марта 2007 года, Россия) — за большой вклад в популяризацию русской культуры в Армении[11][12].
- Государственная премия Армянской ССР (1975).
- Театральная премия Станиславского (2000).
- Лучший режиссёр (Национальная театральная премия «Артавазд 2013»)[13].
- Академик международной театральной академии.
- Почётный гражданин Еревана (2012)[14].

## Память
В 2007 году вышла книга Маргариты Яхонтовой «Александр Самсонович Григорян», посвященная Александру Григоряну